# Ott Ádám
Ott Ádám (Pest, 1843. december 24. – 1922. december 10.) plébános, egyházjogi doktor.

## Élete
Az esztergomi főegyházmegyei papok közé lépett és a teológiát Bécsben végezte. 1867. július 28-án szentelték fel. Segédlelkész volt Nagysallóban, 1869-ben Udvardon és szeptember 2-tól Nagycétényben, 1871-től pedig Patakon. Innét nevelőnek ment a Berchtold grófokhoz Nagyorosziba. 1874-ben Budapest-Józsefvárosba küldetett káplánnak s 1890-ben megkapta a budaújlaki plébániát. 1919 áprilisában nyugdíjazták.
Később pápai prelátus, ludányi Szent Kozma és Damján címzetes apátja és alesperes lett.

## Elismerései
- Ferenc József-rend lovagja

## Művei
- 1879 Az egyházi javakról. Kánonjogtudori felavató értékezés. Budapest. (Különnyomat a Religioból).
- 1881 A pápa és a zsidók. Religio
- 1882 Az első keresztény templomok keletkezése. Religio
- 1883 Pázmány Péter és a Pazmaneum. Religio
- 1898 Das Buch der heiligen Rosenkränze, oder Anweisung, 50 verschiedene hl. Rosenkränze zu beten. Für fromme katholische Christen gesammelt von Franz Jáky weiland Pfarrer zu Osli. Nach der dritten ungarischen Auflage ins Deutsche übertragen. Budapest.

Cikkei a Religióban (1881 IX. Pius utolsó nyughelye, Pogány temetés Rómában, Az első római keresztények és az első pápa a föld alatt, A hullaégetés, 1882. A bőjt a katholika egyházban, A bucsújáratok a katholikus egyházban, Hiszek Szentlélekben, Régibb idők templomainak oltáráról, 1883. Az örök világosság az oltárszekrény előtt, A liturgiai ruhák a kereszténység kezdetén, 1886. Hofbauer Kelemen Mária, A lateráni bazilika), a Nemzeti Hirlapba s a Hittudományi Folyóiratba is írt.